# Université Eberhard Karl de Tübingen

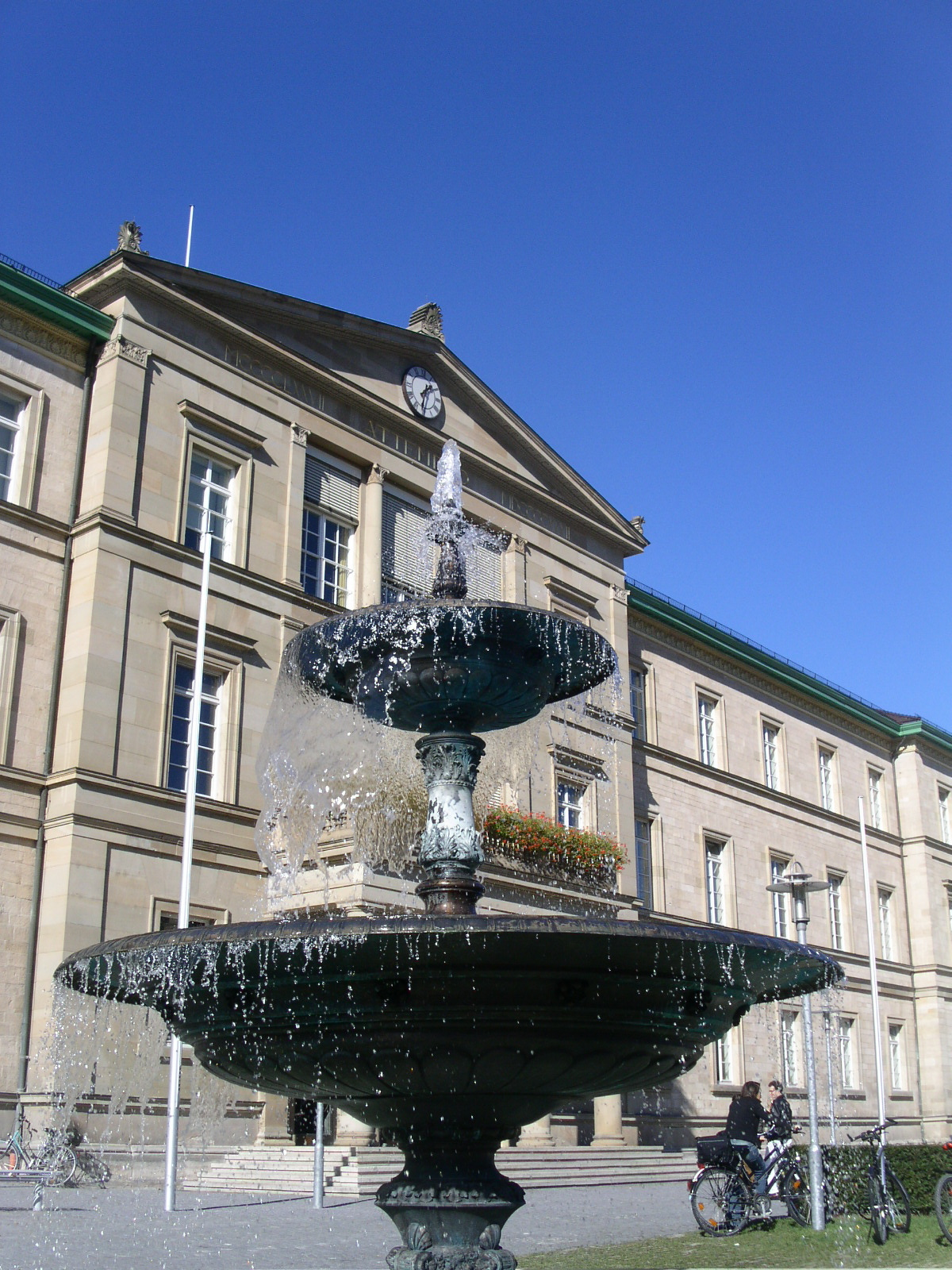
Une vue du campus.

L’université de Tübingen (en allemand : Eberhard Karls Universität) est l'une des plus anciennes universités allemandes, située à Tübingen dans le Land de Bade-Wurtemberg. Fondée en 1477 par Eberhard V de Wurtemberg et son conseiller Johannes Reuchlin, elle est connue, entre autres, pour son enseignement dans les domaines des sciences naturelles (par exemple la médecine) et de la philosophie. Les sciences humaines et les sciences naturelles sont structurées en sept facultés avec 150 filières. Tandis que les facultés des sciences humaines se trouvent au centre-ville, les sciences naturelles sont regroupées sur les hauteurs (« Morgenstelle »). Sa devise « Attempto! » signifie « j’ose » en latin et est inscrite sur le fronton de la Neue Aula.
Parmi les anciens étudiants de l'université de Tübingen figurent notamment un président fédéral de la République d'Allemagne (Horst Köhler), un pape (Benoît XVI), des commissaires européens, des ministres et des juges de la Cour constitutionnelle fédérale. Au total, onze lauréats du prix Nobel de médecine, de chimie et de physique sont associés à l'université.

## Historique

### Un foyer de l'humanisme
Autrefois, Tübingen était surtout connue pour l’excellence de son Institut de géographie et pour son Institut d'études romanes (entre autres de la langue française). Mais plusieurs théologiens importants en sont également issus, dont Eberhard Nestle, Walter Kasper, Hans Küng et Joseph Ratzinger : ainsi, le séminaire évangélique de Tübingen, fondé en 1536, a joué un rôle important dans l'histoire de l'université. Durant la Renaissance, l'université fit partie des centres de l'humanisme allemand.
Au début du XIXe siècle, l'université fut l'un des berceaux de la philosophie idéaliste avec Hegel et Schelling, qui ont l'un et l'autre prolongé l'idéalisme kantien comme pensée de l'histoire, et ont été formés l'un et l'autre à Tübingen.

### Développement de l'enseignement scientifique
L’ouverture de la première faculté de sciences physiques (au sens où l'on entend ce mot aujourd'hui) à Tübingen coïncide avec l'entrée en fonction de l'astronome Bohnenberger (1765-1831). Dès la Réforme, la faculté des arts de Tübingen avait créé en 1535 une chaire dont le titulaire avait à charge d'enseigner les Physica : il s’agissait d’initier les jeunes théologiens à la philosophie naturelle ; mais aucun titulaire de cette chaire n’a apporté de contribution significative à la physique au sens moderne, quoiqu'elle eût formé des savants aussi éminents que l’astronome Kepler et l'humaniste Mélanchthon, ou Wilhelm Schickard, le principal précurseur du calcul mécanique. Cette chaire fut supprimée en 1687, puis rétablie au XVIIIe siècle.
En 1803, l’université fit aménager quelques pièces du château de Haut-Tübingen pour y loger l’astronome Bohnenberger, ce qui constituait un énorme progrès pour l’observatoire. On laissa même à Bohnenberger la jouissance du donjon au sommet duquel se trouvait l’observatoire proprement dit. Pour  abriter une nouvelle lunette astronomique, il fit construire, sans doute à ses frais, un pavillon circulaire équipé d'un dôme ouvrant dans le jardin face au château : le maître des lieux avait déjà réalisé des gains importants à ce moment.
La création du royaume de Wurtemberg, en 1806, mit un terme à l'université en tant que corporation financièrement autonome : elle était désormais entièrement subventionnée sur le Trésor de l’État. La poursuite des travaux d'aménagement favorisa l'épanouissement de nouvelles sciences experimentales comme la Physique, pour lesquels Bohnenberger fabriqua et perfectionna de nombreux instruments.

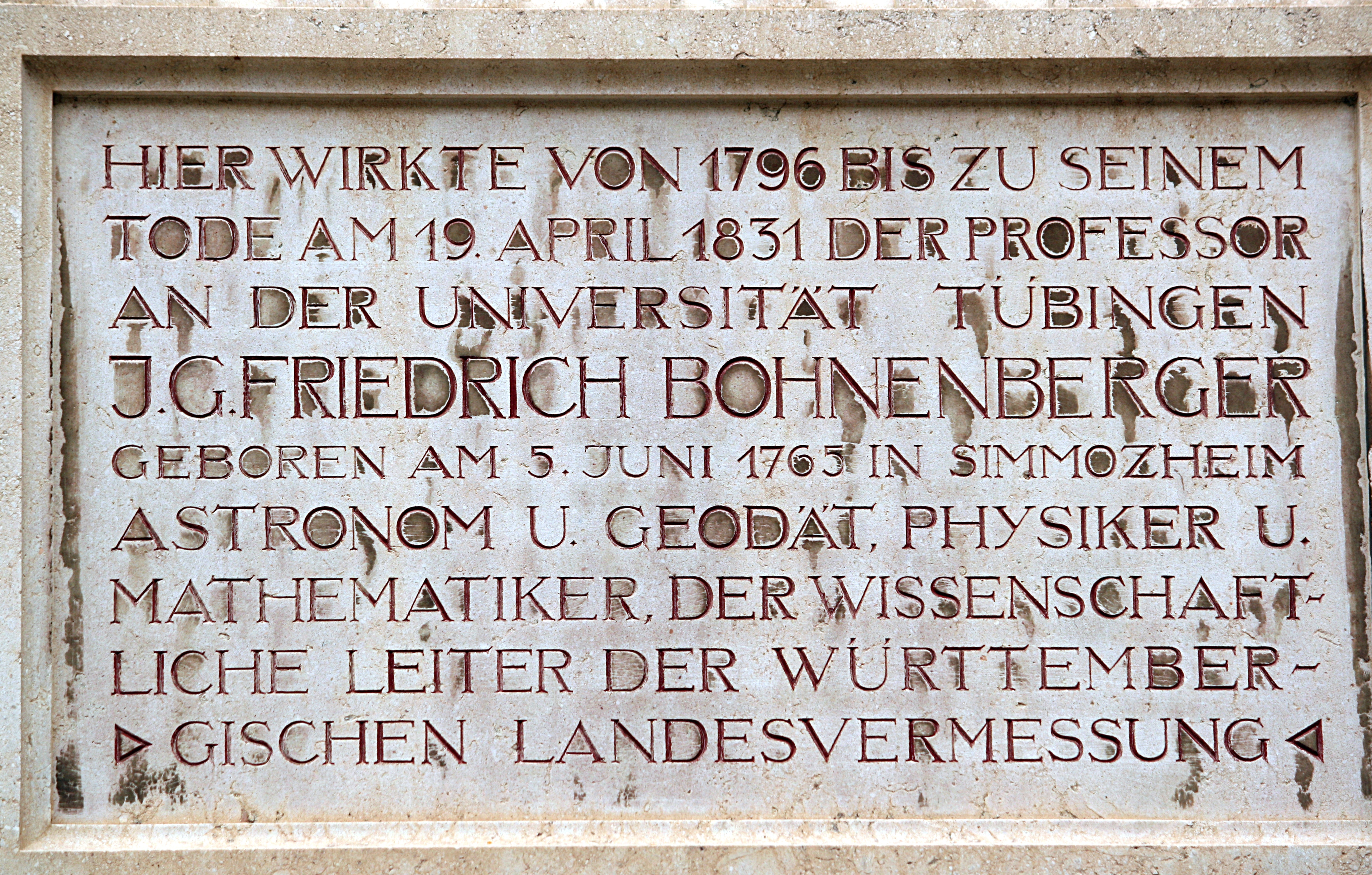
Plaque commémorative dans la cour intérieure du château Hohentübingen, où von Bohnenberger a mené ses recherches.

Parmi les enseignants qui ont illustré l'université, on peut citer Friedrich Miescher, qui y découvrit en 1869 l'acide désoxyribonucléique ou ADN, ainsi que Christiane Nüsslein-Volhard, lauréate en 1995 du prix Nobel de physiologie ou médecine pour ses travaux sur le développement embryonnaire.
L'université rassemble plus de 28 000 étudiants (un quart des habitants de Tübingen qui est, pour cela, une ville assez jeune) et 10 000 salariés, dont 450 professeurs des universités et 2 000 enseignants-chercheurs.

## Renommée internationale
Dans le cadre de l'initiative d'excellence allemande, l'université s'est établie en juin 2012 avec succès avec sa stratégie institutionnelle « Research − Relevance − Responsibility », son école doctorale LEAD (Learning, Educational Achievement, and Life Course Development) et le cluster d'excellence « Centrum für Integrative Neurosciences » (CIN). Grâce à ce succès, l'université a disposé d'un financement supplémentaire considérable jusqu'en 2017. Depuis juin 2012, Eberhard Karls Universität est devenue une université allemande d'élite.
Selon le supplément Times Higher Education, Tübingen compte parmi les 89 meilleures universités du monde en 2016. En outre, le magazine britannique The Economist décrit également Tübingen comme « home to a famous university ». En Allemagne, l'université de Tübingen est régulièrement classée parmi les dix meilleures.

## Personnalités liées à l'université
Par ordre chronologique

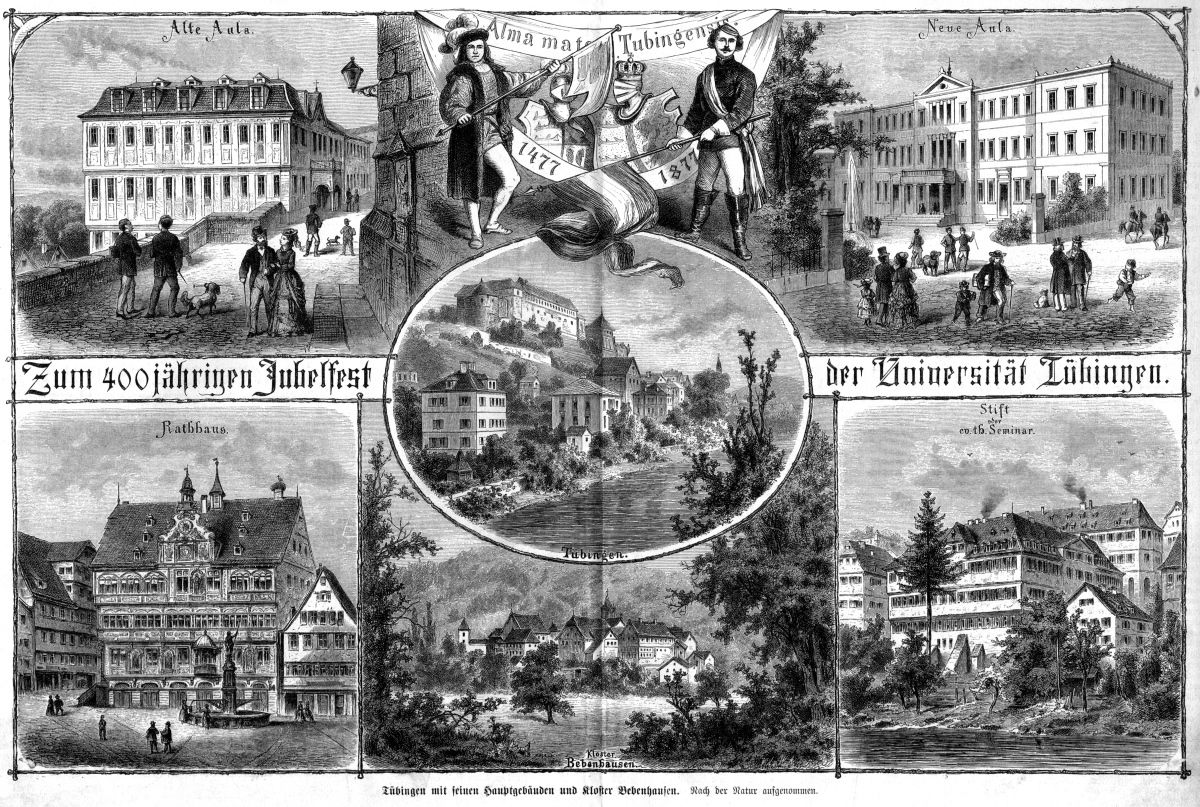
Gravures publiées en 1877 pour célébrer les 400 ans de l'université.

- Johannes Nauclerus (1425-1510), recteur de l'université de Tübingen ;
- Jakob Andreae (1528-1590), étudiant puis professeur de théologie ;
- Burchard Mauchard (1696-1751), étudiant puis professeur d'anatomie et de chirurgie ;
- Wilhelm Gottfried Ploucquet (1744-1814), étudiant puis professeur de médecine et recteur ;
- Karl Friedrich Stäudlin (1761-1826), théologien protestant ;
- Alexandre Vostokov (1781-1864), linguiste, philologue russe, docteur Honoris Causa de l'université de Tübingen ;
- Robert von Mohl (1799-1875), juriste allemand ;
- Ludwig Bossler (1838-1913), philologue allemand et botaniste alsacien ;
- Eberhard Nestle (1851-1913), théologien et orientaliste allemand ;
- Augustin Kraemer (1865-1941), anthropologue allemand ;
- Friedrich Paschen (1865-1947), physicien allemand ;
- Ernst Back (1881-1959), physicien allemand ;
- Constantin von Dietze (1891-1973), ingénieur agronome et juriste allemand ;
- Wilhelm Busch (1897-1966), pasteur, résistant ;
- Johannes Overath (1913-2002), théologien, musicologue allemand, plusieurs fonctions au Vatican[9] ;
- Michel Tournier (1924-2016), écrivain français ;
- Joseph Ratzinger (1927-2022), pape sous le nom de Benoît XVI ;
- Hans Küng (1928-2021), théologien suisse ;
- Walter Kasper (1933-), théologien et cardinal catholique allemand ;
- Dorothea Grünzweig (1952-), écrivaine allemande ;
- Claudia Dathe (1971-), traductrice littéraire de l'ukrainien vers l'allemand.